# Carlo Anadone
Carlo Anadone (Casalvolone, 30 septembre 1851 – Novare, 8 mars 1941) est un peintre et un photographe italien.

## Biographie
Carlo Anadone naît à Casalvolone, dans la province de Novare, le 30 septembre 1851 de Giovanni et de Rosa Rizzogli. Comme la plupart des garçons d'origine modeste, il travaille dès son plus jeune âge dans les domaines du marquis Luigi Tornielli de Borgolavezzaro (1817-1890) et cela aurait été sa destinée si le noble ne l'avait remarqué et envoyé à la Société pour l'encouragement de l'étude du dessin, créée en 1831 à Varallo, par le peintre Giacomo Geniani, école que le jeune garçon fréquente jusqu'à la fin de ses études. Il s'installe par la suite à Turin pour apprendre la peinture à l'Accademia Albertina.
Il rentre à Novare où il restaure les tableaux des familles aisées. Il commence à s'intéresser à la technique photographique, alors en plein développement. Il devient rapidement le photographe le plus renommé de la ville et il réalise des portraits individuels ou de groupe des familles bourgeoises. Il bénéficie de l'usage du blason de la ville. Périodiquement, il expose ses photographies dans les vitrines des magasins, suscitant l'admiration de ses concitoyens, comme cela est rapporté dans les chroniques des journaux locaux de la fin du XIXe siècle.
Après avoir atteint une certaine aisance et ouvert un atelier près de son domicile, via Dolores Bello, Anadone s'intéresse à la photographie d'art. Sa réputation dépasse les limites de la ville et sa collection, La Vergine nell'arte nella Diocesi di Novara, est présentée à Rome à l'exposition « Mariana » de 1904 (elle occupe une aile entière du palais du Latran) et il obtient la médaille d'or. C'est plus tard qu'il réalise un reportage concernant la culture du riz qui est acquis par le ministère de l'Agriculture, les négatifs restant la propriété de la ville de Novare.
Au cours de ces années, Anadone travaille aussi pour des particuliers et pour de nombreuses organisations, certaines religieuses, comme la congrégation de Saint Louis Gonzague ou l'ordre des ingénieurs et des architectes.
Alternant toujours entre son activité de photographe et de restaurateur, Anadone restaure les tableaux du marquis Tornielli conservés dans le château de Barengo ainsi que les fresques. En 1930, il retire, depuis une paroi du campanile de la paroisse de Sant'Andrea de Novare, un « crucifix entouré d'anges » d'un maître inconnu du XVe siècle pour le placer dans le Palazzo della Ragione. Dans le même lieu, il y ajoute des fresques retirées de l'église de San Clemente de Barengo, léguées par les marquis Tornielli.
Anadone, mort à Novare le 8 mars 1941, fut aussi un peintre. Un de ses tableaux, La Mort de Cléopâtre, est conservé au musée civique.

## Exposition
Au cours de l'automne 2005, les œuvres de Carlo Anadone ont fait l'objet d'une exposition à l'initiative de l'administration communale de Casalvolone, de l'association culturelle Tourisme et culture de Sizzano et de la société photographique de Novare. L'exposition s'est tenue à Casalvolone puis à l'agence hospitalière Maggiore della Carità de Novare et a donné lieu à un ouvrage, Carlo Anadone fotografo 1851-1941.

## Collections
- Ville de Novare

## Sources
- (it) Cet article est partiellement ou en totalité issu de l’article de Wikipédia en italien intitulé « Carlo Anadone » (voir la liste des auteurs).